# ステイシー・オーグモン
ステイシー・オーランド・オーグモン（Stacey Orlando Augmon、1968年8月1日 - ）は、アメリカ合衆国・カリフォルニア州パサデナ出身の元バスケットボール選手。現指導者。現在はNBAのサクラメント・キングスの選手育成を務めている。

## 来歴

### 学生時代
ネバダ大学ラスベガス校時代はラリー・ジョンソンやグレッグ・アンソニーらと共に同大学のスター選手として活躍し、3年生時の1990年にはNCAAトーナメント優勝の偉業を達成した。 

### NBA
1991年のNBAドラフトでアトランタ・ホークスから全体9位で指名された。ルーキーシーズンの1991-92シーズンは、平均13.3得点を記録し、NBAオールルーキーチームに選出。1993-94シーズンはレニー・ウィルケンズの下、チームはリーグ最高の57勝25敗を記録。オーグモン自身も自己最高の平均14.8得点を記録したが、プレーオフではセミファイナルでインディアナ・ペイサーズに敗れた。
1996年夏、デトロイト・ピストンズに移籍するも、シーズン途中にポートランド・トレイルブレイザーズに移籍。1998-99シーズンはプレーオフのカンファレンスファイナルまで勝ち上がるも、同シーズンに初のNBAチャンピオンに輝いたサンアントニオ・スパーズの前に4戦全敗で屈した。
2001年、シャーロット・ホーネッツに移籍するも、チームは翌年ニューオーリンズに移転。2004年から2シーズンはオーランド・マジックでプレー。2006-07シーズンはプレー出来ず、2007年10月にデンバー・ナゲッツと契約するも、開幕前に解雇され引退した。

### コーチ歴
デンバー・ナゲッツを解雇され引退したオーグモンは、同チームの選手育成担当コーチを就任し、コーチ業を開始。2011年までナゲッツのコーチを務めた後、同年5月に母校のネバダ大学ラスベガス校のアシスタントコーチを就任。2016-17シーズンからは、ミルウォーキー・バックスのアシスタントコーチを務めている。

## アメリカ代表
1988年ソウルオリンピックで、デビッド・ロビンソンらと共にアメリカ代表で出場したが、銅メダルに終わった。